# Hibbertia hermanniifolia
Hibbertia hermanniifolia är en tvåhjärtbladig växtart. Hibbertia hermanniifolia ingår i släktet Hibbertia och familjen Dilleniaceae.

## Underarter
Arten delas in i följande underarter:
- H. h. hermanniifolia
- H. h. recondita